# Antwerp, Ohio
Antwerp är en ort i Paulding County i delstaten Ohio, USA.